# Work It Out
Singles de Beyoncé
I Got That
(2000) '03 Bonnie & Clyde
(2002)
Work It Out est une chanson funk enregistrée par l'auteur-compositeur-interprète de  R'n'B américaine Beyoncé Knowles pour la bande originale du film de 2002 Austin Powers dans Goldmember, où Knowles joue le rôle de Foxxy Cleopatra. Écrit par Knowles, Pharrell Williams, et Chad Hugo et est sorti comme single en juin 2002, il rate le Billboard Hot 100 mais réussit à prendre la 11e place du classement Hot Dance Club Play du magazine Billboard. Il a été un succès relatif dans les pays européens comme le Royaume-Uni et la Norvège, où il atteint respectivement la septième et la troisième place. Le clip vidéo du single a été réalisée par Matthew Rolston. La chanson est plus tard inclus dans les éditions non américaines du premier album solo de Knowles, Dangerously in Love. La chanson a été certifiée disque d'or par la Recording Industry Of Norway.

## Liste des pistes et formats
CD single Japon
1. Work It Out (Version Album) : 4:07
2. Work It Out (Maurice's Nu Soul Mix) : 7:11

CD Single Royaume-Uni
1. Work It Out (Version Radio) : 3:43
2. Work It Out (Victor Calderone's Blow Your Horn Dub) : 9:57
3. Work It Out (Azza's Nu Soul Mix)

CD Single États-Unis
1. Work It Out (Call Out Hook)
2. Work It Out (Version Radio) : 3:22
3. Work It Out (Version album) : 4:07
4. Work It Out (Instrumentale)
5. Work It Out (A cappella)

Maxi 12 pouces Royaume-Uni
1. Work It Out (Version album) : 4:07
2. Work It Out (Version Radio) : 3:22
3. Work It Out (Instrumentale)

Vinyle 12 pouces Royaume-Uni
1. Work It Out (Maurice's Nu Soul Mix) : 7:11
2. Work It Out (RC Groove Nu Electric Mix)
3. Work It Out (Azza's Nu Soul Mix)

Vinyle 12 pouces États-Unis
1. Work It Out (Maurice's Nu Soul Mix) : 7:11
2. Work It Out (Charlie's Nu NRG Mix) : 7:43
3. Work It Out (Victor Calderone's Blow Your Horn Dub) : 9:57
4. Work It Out (Bonus Beats) : 6:06

CD single Australie
1. Work It Out (Version Radio) : 3:22
2. Work It Out (Maurice's Nu Soul Mix) : 7:11
3. Work It Out (Charlie's Nu NRG Mix) : 7:43
4. Work It Out (H&D Nu Rock Mix)

Maxi 12 pouces Royaume-Uni
1. Work It Out (Album Version) : 4:07
2. Work It Out (Azza's Nu Soul Mix)
3. Work It Out (Maurice's Nu Soul Mix) : 7:11

Vinyle 12 pouces États-Unis
1. Work It Out (Version album) : 4:07
2. Work It Out (Rockwilder Remix) : 4:39
3. Work It Out (Rockwilder Remix Instrumentale) : 4:00
4. Work It Out (The D. Elliot Remix)
5. Work It Out (The D. Elliot Remix Instrumental)
6. Work It Out (T. Gray Remix)

CD single Europe/Thaïlande
1. Work It Out (Nouvelle version radio) : 3:43
2. Work It Out (Blow Your Horn Dub) : 9:57
3. Work It Out (Azza's Nu Soul Mix) : 4:50
4. Work It Out (Maurice's Nu Soul Mix) : 7:11

## Classements
| Classement (2002)                                 | Meilleure position |
| ------------------------------------------------- | ------------------ |
| Australie                                         | 21                 |
| Belgique (Fr.)                                    | 40                 |
| Danemark                                          | 14                 |
| Pays-Bas                                          | 30                 |
| France                                            | 87                 |
| Allemagne                                         | 75                 |
| Irlande                                           | 12                 |
| Nouvelle-Zélande                                  | 36                 |
| Norvège                                           | 3                  |
| Suède                                             | 23                 |
| Suisse                                            | 48                 |
| Royaume-Uni                                       | 7                  |
| U.S. Billboard Bubbling Under R&B/Hip-Hop Singles | 4                  |
| U.S. Billboard Hot Dance Club Play                | 11                 |